# Тим, Пауль
Пауль Адольф Мартин Тим (нем. Paul Adolph Martin Thiem, 2 ноября 1858, Берлин — Пруссия — 20 августа 1922, Штарнберг, Бавария) — немецкий живописец, писатель, художник-график и иллюстратор книг.

## Биография
Пауль Тим родился в Берлине в семье биржевого маклера и коллекционера Адольфа Тима. Его мать была дочерью органиста Самуэля Лебрехта Тиме из Бернсдорфа, Саксония. У Тима было две сестры и брат Вальтер. Детство Пауль Тим провел в Нидершёневейде на семейной вилле. Учился в гимназии в Потсдаме. В 1882 году несколько месяцев обучался живописи в Берлинской академии искусств (Akademie der Künste in Berlin), а с 1877 года изучал историю искусства в Мюнхене, там же написал докторскую диссертацию по творчеству Джованни Баттиста Тьеполо. Затем, в 1883 году, Пауль Тим поступил в Мюнхенскую Академию изобразительного искусства (Akademie der Bildenden Künste München).
Вилла в Штарнберге, где художник жил и работал с 1896 года, в память о нём открыта для работы художников в качестве свободной студии-мастерской.

## Творчество
Как живописец Пауль Тим работал в жанрах городского и сельского пейзажа, портрета, используя метод пленэра, открытый французскими художниками барбизонской школы и импрессионистами.
Помимо живописи Тим иллюстрировал детские книги, писал драмы и юмористический роман «Принц и его дядя» (Der Prinz und sein Onkel). В 1921 году в Новой галерее Мюнхена состоялась выставка произведений художника, в связи с которой Фриц фон Остини писал: «Его стиль определяется не школой, а его личностью… Он наделяет каждую из своих картин душой и живописной магией… Его живопись воссоздаёт атмосферные аккорды из приглушённых коричневых и зеленоватых тонов, явно обращаясь к музыке».
- Вид Люцерна. Баварские государственные собрания картин
- Вечернее настроение над горным озером. 1913
- Никсензее. Ок. 1920 г.